# Thornton (Kolorado)
Thornton – miasto w Stanach Zjednoczonych, w stanie Kolorado, w hrabstwach Adams i Weld. Według spisu w 2020 roku liczy 141,9 tys. mieszkańców i jest szóstym co do wielkości miastem stanu Kolorado. Jest częścią obszaru metropolitalnego Denver. Ponad jedna trzecia mieszkańców to Latynosi.